# Free Your Soul and Save My Mind
Free Your Soul… and Save My Mind — восьмой студийный альбом группы кроссовер-трэша Suicidal Tendencies, выпущенный в 2000 году на независимом лейбле Suicidal Records.

## Об альбоме
Музыка представляет собой смесь кроссовера из альбома Freedumb и фанк-метал времён Трухильо (1990—1994 годы).
К песне «Pop Songs» был снят музыкальный клип.

## Список композиций
Авторы всех песен — Мьюир и Кларк, если не указано иначе.
| №                   | Название                             | Автор(ы)            | Длительность |
| ------------------- | ------------------------------------ | ------------------- | ------------ |
| 1.                  | «Self Destruct»                      |                     | 3:32         |
| 2.                  | «Su Casa Es Mi Casa»                 |                     | 4:08         |
| 3.                  | «No More No Less»                    |                     | 3:25         |
| 4.                  | «Free Your Soul... and Save My Mind» |                     | 3:52         |
| 5.                  | «Pop Songs»                          | Мьюир               | 2:19         |
| 6.                  | «Bullenium»                          |                     | 2:50         |
| 7.                  | «Animal»                             | Мьюир               | 2:11         |
| 8.                  | «Straight From the Heart»            |                     | 4:42         |
| 9.                  | «Cyco Speak»                         | Мьюир               | 3:03         |
| 10.                 | «Start Your Brain»                   | Мьюир               | 3:16         |
| 11.                 | «Public Dissension»                  |                     | 3:26         |
| 12.                 | «Children of the Bored»              |                     | 3:42         |
| 13.                 | «Got Mutation»                       |                     | 3:03         |
| 14.                 | «Charlie Monroe»                     |                     | 5:19         |
| 15.                 | «Home»                               | Мьюир, Дин Плезентс | 7:30         |
| Общая длительность: | Общая длительность:                  | Общая длительность: | 56:18        |

### Бонус композиции (японское издание)
В японском издании также присутствует бонус-трек.
| №   | Название | Длительность |
| --- | -------- | ------------ |
| 16. | «Refuse» | 3:06         |

## Участники записи
- Майк Мьюир — вокал
- Дин Плезентс[англ.] — соло-гитара
- Майк Кларк[англ.] — ритм-гитара
- Джош Пол[англ.] — бас-гитара
- Брукс Вэккерман — барабаны